# Kosmeceutyk
Kosmeceutyk, dermokosmetyk, kosmetyk apteczny – termin występujący w marketingu, lecz nie funkcjonujący w porządku prawnym, oznaczający środek kosmetyczny, łączący w sobie cechy leku i kosmetyku, mający leczyć choroby skóry oraz poprawiać jej estetykę.  

## Skład i zastosowanie
Kosmeceutyki często wyróżniają się wyższą niż kosmetyki zawartością składników aktywnych, choć nie jest to zasadą. Do ich składników zaliczamy m.in. Retinoidy, witaminy E, C i B, peptydy czy jony metali, takie jak cynk, miedź, selen czy srebro, a także ekstrakty roślinne i olejki eteryczne. Kosmeceutyki często wspomagają terapie dermatologiczne. Wybierane są najczęściej przez osoby zmagające się z trądzikiem, łuszczycą, alergiami skórnymi czy atopowym zapaleniem skóry.

## Historia powstania
Nazwa kosmeceutyk została zapoczątkowana przez Raymonda Reeda i rozpowszechniona w latach 70. przez profesora dermatologii Alberta M. Kligmana z Uniwersytetu w Pensylwanii by wyróżnić preparaty, znajdujące się pomiędzy lekami a kosmetykami.